# 飯端美樹
飯端 美樹（いいばた みき、1985年10月5日 - ） は、日本のプロBMX （自転車競技）ライダー。
大阪府和泉市出身。SE BIKES所属、マネジメント事務所はサンミュージックプロダクション。
日本におけるBMX普及に尽力しており、自ら広告塔として、モデルやタレント活動も行っている。いずみの国和泉市PR大使。

## 人物
父の影響で、10歳の時BMXに出会い、1ヶ月後に初出場したレースで優勝、その後全日本選手権など国内レースで数々の優勝を飾る。15歳で、世界選手権に日本代表として初参戦。海外の有力選手から強い刺激を受け、翌年、BMX本場アメリカへ渡ることを決意する。アメリカでの厳しい環境の中、トレーニングを積み、world championship 3位という成績を収める。
その後、日本で資金を貯めてはアメリカへ渡る生活を続けながら、プロレースへの参戦を続ける。日本国内では16歳の時点で最年長となり、女子のプロライダーとしての地位が確立してない日本で、唯一、多数の企業にスポンサードされ、プロとして活動できる環境を作った第一人者で、日本を代表するトップライダーとして活躍している。ジュニアアスリートフードマイスターの資格も取得。

## BMX戦歴
- 2004･2007年 - 全日本チャンピオン
- 2002･2005年 - アメリカworld championship 3位
- 2008年 - UCI世界選手権 準々決勝 (日本人女子初)
- 2009年 - 国際BMX選手権大会 準優勝
- 2010年 - 2010-2011 UCI BMX Japan Series Round 1優勝
- - 第16回アジア競技大会 広州 日本代表
- 2011 - 2012年 - オリンピック強化指定選手
- 2012年 - 全日本BMX選手権大会 準優勝
- 2013年   - アジア選手権日本代表
- - 全日本BMX選手権大会 準優勝
- 2014年  - 全日本BMX選手権大会 準優勝
- - オリンピック強化指定選手
- - Korea BMX league 3rd 優勝
- - 第17回アジア競技大会 仁川 7位
- 2015年  - 全日本BMX選手権大会 準優勝
- - UCI 安芸高田BMXインターナショナル 準優勝
- - Crown Haitai BMX International Competition 3位
- - アジアBMX選手権大会 inミャンマー 6位
- - UCI 伊豆BMXインターナショナル 優勝
- 2016年 - 全日本BMX選手権大会 準優勝
- 2017年 - 全日本BMX選手権大会 準優勝
- 2018年 - USABMX GOLDEN NATIONAL Day１ 優勝 (アメリカ）
- - USABMX GOLDEN NATIONAL Day２ 優勝 (アメリカ）
- - UCI BMX世界選手権大会　ベスト10
- - 全日本BMX選手権大会 ３位
- 2021年　全日本選手権＆ジャパン・カップ・BMXレーシング 年齢別クラス 優勝
- 2022年　世界選手権 年齢別クラス 日本代表　　　　　　　　　　　　　　　　全日本選手権BMXレーシング 年齢別クラス 優勝
- 2023年　世界選手権　年齢別クラス 7位　　　　　　                                              - 全日本選手権　女子マスターズクラス　初代チャンピオン
- 2024年　世界選手権　年齢別クラス 8位　　　　　　　　　　　　　　　　　　- 全日本選手権　女子マスターズクラス　優勝

## メディア
- テレビ朝日『超人女子』
- 関西テレビ　特別ドキュメンタリー番組　『３人のヤマトナデシコ〜ただ勝利の為でなく〜』
- 湘南乃風 『パズル』MUSIC VIDEO
- SoftBank スマート値引きWeb CM
- 倖田來未 『Like it』MV サポート参加
- NIKE FREE 広告
- NIKE asia CM
- サンケイスポーツ×サントリー金麦
- 講談社『FRaU』
- フジテレビ『とくダネ！』『すぽると! Real venus』『Vメシ』
- すぽると×BBM Real venus card
- 日本テレビ特番『マイノリティーリポート』
- TBSテレビ 『炎の体育会TV前夜祭』『ジョブチューン〜アノ職業のヒミツぶっちゃけます！』
- ニュースアンカー
- 朝日放送 『今ちゃんの「実は…」』ラジオ『スポーツにぴたっと』『なるみ・岡村の過ぎるTV』
- 毎日放送　テレビ『ちちんぷいぷい』『週刊カワスポ』ラジオ 『週刊ますだスポーツ』
- Cyclepassion 2014 カレンダー（アジア人初）
- パナソニック サイクルテック 電動アシストマウンテンバイク 『XM-D2』 イメージモデル
- 週刊誌 『Flash』『週刊大衆 特別号』
- 産経デジタル 『Cyclist』コラム短期連載
- 専門誌『Privateeyes』
- SOA-La ビューティアスリートコンテスト
- BICYCLE NAVI 特集
- Bicycle magazine
- バイシクルクラブ 特集

etc...

## モデル
- VOLCOM AUTHORIZED DEALER "REGULATOR Inc." WEB STORE MODEL
- Nakota WEB MODEL
- YEVS Fashion show
- DAIWA CYCLE 広告
- Cuttye!!パッケージ
- RE;SPECT 専属ヘアモデル
- 大阪美少女図鑑 モデル
- 大阪美少女図鑑 ファッションショー
- 美人時計

etc...